# Kati Pulkkinen
Kati Maaria Kristiina Pulkkinen (Sulkava, 6 de abril de 1975) es una deportista finlandesa que compitió en esquí de fondo. Ganó una medalla de bronce en el Campeonato Mundial de Esquí Nórdico de 1997, en la prueba de relevo.

## Palmarés internacional
| Campeonato Mundial | Campeonato Mundial  | Campeonato Mundial | Campeonato Mundial |
| Año                | Lugar               | Medalla            | Prueba             |
| ------------------ | ------------------- | ------------------ | ------------------ |
| 1997               | Trondheim (Noruega) | Medalla de bronce  | Relevo 4 × 5 km    |